# Liste der Bodendenkmäler in Aholming
Auf dieser Seite sind die Bodendenkmäler in der niederbayerischen Gemeinde Aholming zusammengestellt. Diese Tabelle ist eine Teilliste der Liste der Bodendenkmäler in Bayern. Grundlage ist die Bayerische Denkmalliste, die auf Basis des Bayerischen Denkmalschutzgesetzes vom 1. Oktober 1973 erstmals erstellt wurde und seither durch das Bayerische Landesamt für Denkmalpflege geführt wird. Die folgenden Angaben ersetzen nicht die rechtsverbindliche Auskunft der Denkmalschutzbehörde.

## Bodendenkmäler in Aholming

### In der Gemarkung Aholming
| Lage                | Objekt | Akten-Nr.     | Bild                       |
| ------------------- | --- | ------------- | -------------------------- |
| Aholming (Standort) | Abschnittsbefestigung vor- und frühgeschichtlicher Zeitstellung und Siedlungen der mittleren bis späten Latènezeit und der karolingisch-ottonischen Zeit. | D-2-7243-0001 |                            |
| Aholming (Standort) | Abschnittsbefestigung vor- und frühgeschichtlicher Zeitstellung mit Wall und Graben, Siedlung der (frühen) Bronzezeit, der Bronzezeit bis Urnenfelderzeit, der späten Latènezeit und des frühen Mittelalters, Bestattungsplatz der späten Bronzezeit, der Urnenfelderzeit sowie vor- und frühgeschichtlicher Zeitstellung.         | D-2-7243-0002 |                            |
| Aholming (Standort) | Verebnetes unregelmäßiges Grabenwerk mit drei Gräben vor- und frühgeschichtlicher Zeitstellung, Grabenwerk der Hallstattzeit, Bestattungsplatz vorgeschichtlicher Zeitstellung, Siedlung der Münchshöfener und der Altheimer Gruppe, der Bronzezeit, der Urnenfelderzeit, Hallstatt- und späten Latènezeit sowie des Mittelalters. | D-2-7243-0004 |                            |
| Aholming (Standort) | Bestattungsplatz der Urnenfelderzeit. | D-2-7243-0005 |                            |
| Aholming (Standort) | Siedlung und Bestattungsplatz vor- und frühgeschichtlicher Zeitstellung. | D-2-7243-0007 |                            |
| Aholming (Standort) | Zwei Teilstücke einer von der Donausüdstraße nach SW abzweigenden Römerstraße. | D-2-7243-0009 |                            |
| Aholming (Standort) | Siedlung der Urnenfelderzeit. | D-2-7243-0011 |                            |
| Aholming (Standort) | Siedlung des Neolithikums und verebneter Graben vor- und frühgeschichtlicher Zeitstellung. | D-2-7243-0012 |                            |
| Aholming (Standort) | Siedlung der späten Bronzezeit. | D-2-7243-0013 |                            |
| Aholming (Standort) | Siedlung vorgeschichtlicher Zeitstellung, unter anderem der Bronzezeit bzw. Urnenfelderzeit, der Latènezeit und des älteren Mittelalters. | D-2-7243-0016 |                            |
| Aholming (Standort) | Siedlung der Bronzezeit und der mittleren römischen Kaiserzeit. | D-2-7243-0017 |                            |
| Aholming (Standort) | Bestattungsplatz vorgeschichtlicher Zeitstellung. | D-2-7243-0019 |                            |
| Aholming (Standort) | Untertägige mittelalterliche und frühneuzeitliche Befunde im Bereich des abgegangenen Klosters Weihe(n)stetten bei Aholming sowie Siedlung der frühen Bronzezeit, der Metallzeiten (späte Bronzezeit/Urnenfelderzeit) und des frühen Mittelalters.                                                                                 | D-2-7243-0021 |                            |
| Aholming (Standort) | Untertägige spätmittelalterliche und frühneuzeitliche Befunde im Bereich des abgegangenen Schlosses Isarau bei Aholming mit zugehöriger Schlossökonomie. | D-2-7243-0022 |                            |
| Aholming (Standort) | Verebnete Grabhügel vorgeschichtlicher Zeitstellung. | D-2-7243-0024 |                            |
| Aholming (Standort) | Verebnete Grabhügel vorgeschichtlicher Zeitstellung. | D-2-7243-0025 |                            |
| Aholming (Standort) | Verebnetes Grabenwerk und Siedlung vor- und frühgeschichtlicher Zeitstellung. | D-2-7243-0026 |                            |
| Aholming (Standort) | Siedlung vor- und frühgeschichtlicher Zeitstellung. | D-2-7243-0028 |                            |
| Aholming (Standort) | Siedlung vor- und frühgeschichtlicher Zeitstellung. | D-2-7243-0029 |                            |
| Aholming (Standort) | Siedlung vor- und frühgeschichtlicher Zeitstellung. | D-2-7243-0030 |                            |
| Aholming (Standort) | Siedlung vor- und frühgeschichtlicher Zeitstellung. | D-2-7243-0031 |                            |
| Aholming (Standort) | Siedlung vor- und frühgeschichtlicher Zeitstellung. | D-2-7243-0032 |                            |
| Aholming (Standort) | Siedlung vor- und frühgeschichtlicher Zeitstellung. | D-2-7243-0034 |                            |
| Aholming (Standort) | Verebnetes Grabenwerk und Grabhügel vor- und frühgeschichtlicher Zeitstellung. | D-2-7243-0035 |                            |
| Aholming (Standort) | Siedlung vor- und frühgeschichtlicher Zeitstellung. | D-2-7243-0036 |                            |
| Aholming (Standort) | Verebnetes unregelmäßiges Grabenwerk mit drei Gräben vor- und frühgeschichtlicher Zeitstellung, Siedlung des jüngeren Neolithikums (Altheimer Gruppe) und der Metallzeiten (Bronzezeit/Urnenfelderzeit), Bestattungsplatz der Urnenfelderzeit.                                                                                     | D-2-7243-0038 |                            |
| Aholming (Standort) | Siedlung vor- und frühgeschichtlicher Zeitstellung. | D-2-7243-0039 |                            |
| Aholming (Standort) | Siedlung vor- und frühgeschichtlicher Zeitstellung. | D-2-7243-0040 |                            |
| Aholming (Standort) | Siedlung vor- und frühgeschichtlicher Zeitstellung. | D-2-7243-0041 |                            |
| Aholming (Standort) | Siedlung vor- und frühgeschichtlicher Zeitstellung. | D-2-7243-0042 |                            |
| Aholming (Standort) | Siedlung und verebneter Graben vor- und frühgeschichtlicher Zeitstellung. | D-2-7243-0044 |                            |
| Aholming (Standort) | Siedlung vor- und frühgeschichtlicher Zeitstellung. | D-2-7243-0046 |                            |
| Aholming (Standort) | Siedlung vor- und frühgeschichtlicher Zeitstellung. | D-2-7243-0047 |                            |
| Aholming (Standort) | Siedlung vor- und frühgeschichtlicher Zeitstellung. | D-2-7243-0048 |                            |
| Aholming (Standort) | Siedlung und Körpergräber vor- und frühgeschichtlicher Zeitstellung. | D-2-7243-0049 |                            |
| Aholming (Standort) | Siedlung vor- und frühgeschichtlicher Zeitstellung. | D-2-7243-0050 |                            |
| Aholming (Standort) | Siedlung vor- und frühgeschichtlicher Zeitstellung. | D-2-7243-0054 |                            |
| Aholming (Standort) | Verebnete Grabhügel vorgeschichtlicher Zeitstellung. | D-2-7243-0055 |                            |
| Aholming (Standort) | Siedlung vor- und frühgeschichtlicher Zeitstellung. | D-2-7243-0056 |                            |
| Aholming (Standort) | Siedlung vor- und frühgeschichtlicher Zeitstellung. | D-2-7243-0057 |                            |
| Aholming (Standort) | Siedlung der mittleren römischen Kaiserzeit. | D-2-7243-0060 |                            |
| Aholming (Standort) | Siedlung vor- und frühgeschichtlicher Zeitstellung. | D-2-7243-0063 |                            |
| Aholming (Standort) | Verebnete Grabhügel vorgeschichtlicher Zeitstellung. | D-2-7243-0064 |                            |
| Aholming (Standort) | Verebnete Grabhügel bzw. Siedlung vor- und frühgeschichtlicher Zeitstellung sowie des frühen Mittelalters. | D-2-7243-0065 |                            |
| Aholming (Standort) | Körpergräber des frühen Mittelalters, Siedlung früh-, hoch- und spätmittelalterlich/frühneuzeitlicher Zeitstellung. | D-2-7243-0066 |                            |
| Aholming (Standort) | Siedlung vor- und frühgeschichtlicher Zeitstellung. | D-2-7243-0067 |                            |
| Aholming (Standort) | Siedlung vor- und frühgeschichtlicher Zeitstellung. | D-2-7243-0069 |                            |
| Aholming (Standort) | Siedlung vor- und frühgeschichtlicher Zeitstellung. | D-2-7243-0070 |                            |
| Aholming (Standort) | Verebneter Grabhügel vorgeschichtlicher Zeitstellung. | D-2-7243-0071 |                            |
| Aholming (Standort) | Verebnetes kreisförmiges Grabenwerk vor- und frühgeschichtlicher Zeitstellung. | D-2-7243-0072 |                            |
| Aholming (Standort) | Siedlung vor- und frühgeschichtlicher Zeitstellung. | D-2-7243-0073 |                            |
| Aholming (Standort) | Siedlung vor- und frühgeschichtlicher Zeitstellung. | D-2-7243-0074 |                            |
| Aholming (Standort) | Siedlung vor- und frühgeschichtlicher Zeitstellung. | D-2-7243-0076 |                            |
| Aholming (Standort) | Siedlung vor- und frühgeschichtlicher Zeitstellung. | D-2-7243-0077 |                            |
| Aholming (Standort) | Siedlung des Neolithikums. | D-2-7243-0080 |                            |
| Aholming (Standort) | Siedlung vor- und frühgeschichtlicher Zeitstellung und verebnete Grabhügel vorgeschichtlicher Zeitstellung. | D-2-7243-0083 |                            |
| Aholming (Standort) | Siedlung vor- und frühgeschichtlicher Zeitstellung. | D-2-7243-0085 |                            |
| Aholming (Standort) | Körpergräber vor- und frühgeschichtlicher Zeitstellung. | D-2-7243-0086 |                            |
| Aholming (Standort) | Siedlung vor- und frühgeschichtlicher Zeitstellung. | D-2-7243-0088 |                            |
| Aholming (Standort) | Siedlung vor- und frühgeschichtlicher Zeitstellung. | D-2-7243-0089 |                            |
| Aholming (Standort) | Siedlung vor- und frühgeschichtlicher Zeitstellung. | D-2-7243-0090 |                            |
| Aholming (Standort) | Siedlung und Körpergräber vor- und frühgeschichtlicher Zeitstellung. | D-2-7243-0091 |                            |
| Aholming (Standort) | Siedlung vor- und frühgeschichtlicher Zeitstellung. | D-2-7243-0092 |                            |
| Aholming (Standort) | Siedlung vor- und frühgeschichtlicher Zeitstellung. | D-2-7243-0093 |                            |
| Aholming (Standort) | Siedlung und Körpergräber vor- und frühgeschichtlicher Zeitstellung. | D-2-7243-0096 |                            |
| Aholming (Standort) | Siedlung vor- und frühgeschichtlicher Zeitstellung. | D-2-7243-0097 |                            |
| Aholming (Standort) | Siedlung vor- und frühgeschichtlicher Zeitstellung. | D-2-7243-0099 |                            |
| Aholming (Standort) | Siedlung vor- und frühgeschichtlicher Zeitstellung. | D-2-7243-0100 |                            |
| Aholming (Standort) | Siedlung vor- und frühgeschichtlicher Zeitstellung. | D-2-7243-0101 |                            |
| Aholming (Standort) | Siedlung vor- und frühgeschichtlicher Zeitstellung. | D-2-7243-0341 |                            |
| Aholming (Standort) | Untertägige mittelalterliche und frühneuzeitliche Befunde im Bereich des ehemaligen Kirchhofs und der katholischen Filialkirche St. Jakobus d. Ä. in Penzling. | D-2-7243-0348 | weitere Bilder             |
| Aholming (Standort) | Untertägige mittelalterliche und frühneuzeitliche Befunde im Bereich der katholischen Filialkirche St. Kilian in Tabertshausen. | D-2-7243-0350 | Bodendenkmal D-2-7243-0350 |
| Aholming (Standort) | Untertägige mittelalterliche und frühneuzeitliche Befunde im Bereich des Kirchhofes und der katholischen Pfarrkirche St. Stephan in Aholming. | D-2-7243-0364 | weitere Bilder             |
| Aholming (Standort) | Untertägige mittelalterliche und frühneuzeitliche Befunde und Funde im Bereich der ehemaligen Einsiedelei Klause und der abgegangenen Kapelle St. Leonhard. | D-2-7243-0401 |                            |
| Aholming (Standort) | Siedlung vor- und frühgeschichtlicher Zeitstellung. | D-2-7243-0403 |                            |
| Aholming (Standort) | Spätmittelalterlich-frühneuzeitliche Siedlung. | D-2-7243-0419 |                            |

## Gemeindeübergreifende Bodendenkmäler

### Mit Moos
| Lage                       | Objekt | Akten-Nr.     | Bild |
| -------------------------- | --- | ------------- | ---- |
| Aholming (Standort)        | Teilstücke der römischen Donausüdstraße. | D-2-7243-0008 |      |
| Langenisarhofen (Standort) | Siedlungen des jüngeren Neolithikums (Münchshöfener und Altheimer Gruppe), der Bronzezeit, Urnenfelderzeit und Hallstattzeit, befestigte Siedlung der Münchshöfener Gruppe. | D-2-7243-0003 |      |

## Nachqualifizierte Bodendenkmäler in Aholming
| Lage                | Objekt                                                                        | Akten-Nr.     | Bild |
| ------------------- | ----------------------------------------------------------------------------- | ------------- | ---- |
| Aholming (Standort) | Siedlung der Altheimer Gruppe, der Urnenfelderzeit und der späten Latènezeit. | D-2-7243-0014 |      |